# Troubled Water
Troubled Water ist ein norwegischer Spielfilm aus dem Jahr 2008, der in einer schwedisch-deutschen Co-Produktion entstand.

## Handlung
Ein schlimmer Jungenstreich, der tödlich endete, steht am Beginn. Jan Thomas Hansen entwendete mit einem Freund den vor einem Café wartenden Kinderwagen, um aus der daran hängenden Tasche Wertsachen zu stehlen. In dem Kinderwagen lag ein kleiner Junge, der infolge dieser Tat ums Leben kam. Er stürzte einen Hang hinunter, woraufhin sein Kopf zu bluten begann. Der damals noch sehr unreife Jan trug den Jungen schließlich, angestiftet durch die harschen Worte seines Freundes, in den nahegelegenen Fluss. Er bemerkte, dass dieser ihm in die Augen blickte, ließ ihn aber trotzdem los – woraufhin das Kind ertrank.
Jan wurde zusammen mit seinem Kumpan verurteilt. Im Gefängnis erlernte Jan das Orgelspielen und begleitete die Gefängnismessen. Nach acht Jahren darf er aufgrund von guter Führung das Gefängnis wieder verlassen. Wieder auf freiem Fuß erhält er eine zweite Chance. Unter seinem zweiten Vornamen Thomas bekommt er die Stelle des Organisten in einer Gemeinde in Oslo, die von der alleinerziehenden Mutter Anna als Pastorin geleitet wird. Thomas erfreut sich aufgrund seiner unkonventionellen musikalischen und teilweise sehr emotionalen Spielweise schnell großer Beliebtheit bei den Gemeindemitgliedern. Für eine Gruppe Schüler, die die Kirche besichtigt, spielt er den Song Bridge over Troubled Water von Simon and Garfunkel. Thomas erhält eine kleine Wohnung und kümmert sich auch um Annas Sohn Jens, der dem damaligen Opfer zum Verwechseln ähnelt. Zwischen Thomas und Anna entwickelt sich langsam eine Liebesbeziehung.
Agnes ist die Mutter des verstorbenen Jungen. Die Dänin ist Lehrerin in Oslo. Gemeinsam mit ihrem Ehemann Jon hat sie inzwischen zwei asiatische Mädchen adoptiert. Die Lehrerin besichtigt mit Schülern eine Kirche und erkennt im Organisten der Kirche den mutmaßlichen Totschläger ihres Sohnes wieder. Erneut brechen die Emotionen der Vergangenheit auf und Agnes steigert sich in einen Wahn. Sie beginnt, Jan Thomas zu beobachten und entdeckt die enge Beziehung zwischen ihm und dem kleinen Jens. Als Jens allein auf der Straße auf Jan Thomas wartet, entführt Agnes das Kind, um ihn vor Jan Thomas zu beschützen. Jan Thomas befindet sich plötzlich in der identischen Situation wie damals Agnes. Verzweifelt sucht er den Jungen. Agnes hat ihn in der Zwischenzeit mit nach Hause genommen, wo ihr Ehemann die verzwickte Situation erkennt und die Mutter benachrichtigt. Jan Thomas erfährt dadurch, wo der Junge sich aufhält und macht sich auf den Weg zu Agnes. Agnes stürzt mit dem Jungen aus dem Haus und Jan Thomas kann sich zu ihr ins Auto setzen. Agnes fährt zum Fluss, in dem ihr Sohn ums Leben gekommen war. Während Agnes und Jan Thomas miteinander streiten, läuft Jens in den Fluss. Nur knapp können Agnes und Jan Thomas das Kind retten.
Es bleibt offen, ob Jan und Anna sich wieder versöhnen. Jedoch deutet sich eine Versöhnung in der letzten Szene der beiden an, in der Jan sie als Mensch und nicht als Pastorin um Vergebung bittet.

## Hintergrund
Die Orgelmusik wurde von Iver Kleive eingespielt. Der Soundtrack stammt von Johan Söderqvist.

## Kritiken
„Erik Poppe zieht dramaturgisch und erzählstrategisch alle Register. Er jagt seine Figuren über das vulkanische Gelände ihrer inneren Wüsteneien. Jeden Moment kann die Lava hervorgeschleudert werden: als Gewaltausbruch oder als stürmisches Zärtlichkeitsverlangen. ‚Troubled Water‘ ist Melodram und Meditation, multiperspektivische Seelenerforschung und kriminalistische Ermittlung.“

„Geschickt verknüpft Erik Poppe immer wieder Vergangenheit und Gegenwart im Film, lässt die verschiedenen Ebenen ineinander gleiten und schildert dadurch die unterschiedlichen, sehr konträren Sichtweisen der Protagonisten, wodurch dem Zuschauer ein komplexes Bild vermittelt wird, so dass die Frage nach Schuld und Sühne nicht zweifelsfrei beantwortet werden kann.“

## Auszeichnungen
- Hamptons International Film Festival 2008: Publikumspreis und Golden Starfish Award
- Amanda 2009: Preise für den besten Schnitt und die beste Filmmusik
- Internationales Filmfest Emden-Norderney 2009: Bernhard Wicki Preis (1. Preis)[4]